# Lee Min-young
Lee Min-young (koreanisch 이민영; * 15. April 1991) ist eine südkoreanische Fußballtrainerin, die seit Januar 2018 im südostasiatischen Osttimor beruflich an der Entwicklung des Frauenfußballs beteiligt ist.

## Werdegang
Lee stammt aus Daegu. Im Jahr 2000 begann sie mit dem Fußballspielen an der Sang-In Elementary School (Daegu), später spielte sie in den Schulmannschaften der Sang-Won Middle School (Daegu), der Hyundai Information Science High School (Ulsan) und der Yeungjin University (Daegu). Außerdem wurde die Innenverteidigerin und Mittelstürmerin in die Nationalauswahlen der Altersklassen U-15 und U-18 berufen. Nach zwölf aktiven Jahren mit zahlreichen Verletzungsunterbrechungen beendete Lee schließlich ihre Laufbahn als Spielerin und konzentrierte sich fortan auf ihre Trainerkarriere. Die Trainerlizenzen der Asian Football Confederation (AFC) in den Kategorien C und B erwarb die Südkoreanerin im Mai 2012 und im Mai 2015. Ihre ersten Traineranstellungen folgten daraufhin an der Sang-in Elementary School (Juli 2012 bis Januar 2014) und an der Yul-myun Middle School (Incheon, Februar 2014 bis August 2016). Nebenbei studierte Lee an der Gachon University in Seongnam sowie an der Suwon University in Suwon, die sie mit dem Bachelor und Master of Physical Education abschloss. Das nationale Bildungsministerium zertifizierte die Südkoreanerin im Anschluss als Sportlehrerin.
Zwischen März und Dezember 2017 arbeitete Lee als Trainerassistentin an der Dongsan Information Industry High School (Seoul). Im Rahmen der Sportförderung durch die Korea Football Association (KFA) wurde sie im Oktober und November 2017 ihrem Landsmann Shin-hwan Kim – auf dessen Lebensgeschichte das Filmdrama A Barefoot Dream beruht – in seiner Funktion als Trainer der U-19-Nationalmannschaft Osttimors zur Seite gestellt. Seit Januar 2018 arbeitet Lee hauptamtlich als „Overseas Dispatched Football Coach“ der KFA in Osttimor und übernimmt unter anderem Aufgaben als Scout, als Beobachterin der nationalen Frauenmeisterschaft sowie als Nationaltrainerin der weiblichen Auswahlen aller Altersklassen. Im August 2019 unterschrieb die Südkoreanerin, die nach einem sechsmonatigen Lehrgang im April 2019 auch die höchste Trainerlizenz des Kontinentalverbandes (A-Lizenz) erworben hatte, einen neuerlichen Zweijahresvertrag.
Ende Juni 2018 stand Lee bei der Südostasienmeisterschaft im indonesischen Palembang zum ersten Mal als Cheftrainerin an der Seitenlinie der osttimoresischen Frauennationalmannschaft. Im Turnierverlauf kassierte die Mannschaft insgesamt vier Niederlagen ohne eigenen Torerfolg gegen Kambodscha (0:12), Thailand (0:8), Australien U-20 (0:9) und Malaysia (0:4). Bei der Südostasienmeisterschaft 2019 hingegen erreichte die wiederum von der Südkoreanerin gecoachte Nationalmannschaft den größten Erfolg in der noch jungen Geschichte des osttimoresischen Frauenfußballs. Am 15. August 2019 besiegte das Team durch zwei Treffer von Luselia Fernandes und Dolores Costa die Nationalmannschaft Singapurs überraschend mit 2:1. Nach Niederlagen gegen die Philippinen (0:7), Thailand (0:9) und Malaysia (0:5) belegte man am Turnierende den siebten Platz unter neun teilnehmenden Nationen. Im November 2019 zeichnete Lee auf dem Papier auch als Cheftrainerin für die U-19-Nationalmannschaft der Männer verantwortlich, die in der Qualifikation zur Junioren-Asienmeisterschaft 2021 den Mannschaften aus Indonesien (1:3), Nordkorea (0:4) und Hongkong (1:2) unterlag. Tatsächlich jedoch übernahm während des Turniers der Osttimorese Eduardo Pereira – als Inhaber einer C-Trainerlizenz formell nicht dazu berechtigt – diesen Posten, aufgrund von Regierungsvorgaben zur Stärkung heimischer Trainer war der Chefcoach des Vereins AS Ponta Leste hinter den Kulissen befördert worden. Lee betreute darüber hinaus im Auftrag der Federação Futebol Timor-Leste (FFTL) die U-12 der Jungen (August 2018) und die U-15 der Mädchen bei deren erstem internationalen Auftritt (Mai 2019), zudem die weibliche U-18 als Trainerassistentin (Februar 2020).